# Dżawad Kazemian
Dżawad Kazemian (per. جواد كاظميان, ur. 23 kwietnia 1981 w Kaszanie) – piłkarz irański grający na pozycji napastnika.

## Kariera klubowa
Kazemian jest wychowankiem klubu Saipa z miasta Karadż. W 2000 roku zadebiutował w jego barwach w pierwszej lidze irańskiej. W Saipie grał przez dwa sezony i w 2002 roku wyjechał do Zjednoczonych Emiratów Arabskich by grać w klubie Al-Ahli Dubaj, jednak już po pół roku wrócił do swojego macierzystego klubu. Latem 2003 został piłkarzem jednego z czołowych klubów w kraju, stołecznego Persepolis. Spędził tam trzy sezony, zdobył 26 goli, ale nie odniósł większych sukcesów.
Latem 2006 Kazemian znów wyjechał do ZEA, tym razem do zespołu Al-Shaab z miasta Szardża. Z 11 golami na koncie był najlepszym strzelcem drużyny, a w 2007 roku podpisał kontrakt z innym klubem UAE Football League, Al-Shabab. W 2008 roku został z nim mistrzem ZEA. Po tym sukcesie odszedł do Ajman Club. W ZEA grał też w klubie Emirates Club.
W 2010 wrócił do Iranu i grał tam kolejno w takich klubach jak: Sepahan Isfahan, Persepolis, Teraktor Sazi Tebriz i Saba Kom, w którym zakończył w 2015 roku swoją karierę.
| Sezon   | Klub                 | Kraj                         | Rozgrywki           | Mecze | Bramki |
| ------- | -------------------- | ---------------------------- | ------------------- | ----- | ------ |
| 1999/00 | Saipa Karadż         | Iran                         | Iran Pro League     | 9     | 4      |
| 2000/01 | Saipa Karadż         | Iran                         | Iran Pro League     | 13    | 2      |
| 2001/02 | Saipa Karadż         | Iran                         | Iran Pro League     | 19    | 7      |
| 2002/03 | Al-Shaab             | Zjednoczone Emiraty Arabskie | UAE Football League | ?     | ?      |
| 2002/03 | Saipa Karadż         | Iran                         | Iran Pro League     | 12    | 3      |
| 2003/04 | Persepolis FC        | Iran                         | Iran Pro League     | 23    | 5      |
| 2004/05 | Persepolis FC        | Iran                         | Iran Pro League     | 28    | 10     |
| 2005/06 | Persepolis FC        | Iran                         | Iran Pro League     | 28    | 11     |
| 2006/07 | Al-Shaab             | Zjednoczone Emiraty Arabskie | UAE Football League | 20    | 11     |
| 2007/08 | Al-Shabab            | Zjednoczone Emiraty Arabskie | UAE Football League | 15    | 9      |
| 2008/09 | Ajman Club           | Zjednoczone Emiraty Arabskie | UAE Football League | 17    | 8      |
| 2009/10 | Ajman Club           | Zjednoczone Emiraty Arabskie | UAE Football League | 8     | 2      |
| 2009/10 | Emirates Club        | Zjednoczone Emiraty Arabskie | UAE Football League | 7     | 2      |
| 2010/11 | Sepahan Isfahan      | Iran                         | Iran Pro League     | 21    | 2      |
| 2011/12 | Persepolis FC        | Iran                         | Iran Pro League     | 25    | 5      |
| 2012/13 | Persepolis FC        | Iran                         | Iran Pro League     | 12    | 1      |
| 2012/13 | Teraktor Sazi Tebriz | Iran                         | Iran Pro League     | 15    | 5      |
| 2013/14 | Teraktor Sazi Tebriz | Iran                         | Iran Pro League     | 23    | 1      |
| 2014/15 | Saba Kom             | Iran                         | Iran Pro League     | 8     | 1      |

## Kariera reprezentacyjna
W reprezentacji Iranu Kazemian zadebiutował 19 stycznia 2001 w wygranym 4:0 meczu z Chinami. W 2006 roku Branko Ivanković powołał go do kadry na Mistrzostwa Świata w Niemczech, na których był rezerwowym i nie wystąpił w żadnym spotkaniu. W 2007 roku zagrał w Pucharze Azji 2007 – dotarł do ćwierćfinału.